# Tüpfelhechtling
Der Tüpfelhechtling (Pachypanchax playfairii) ist ein auf den Seychellen und Sansibar lebender Fisch. Der Artname leitet sich von Sir Robert Lambert Playfair ab, der von 1862 bis 1867 britischer Konsul auf Sansibar war. Er sammelte die Typusexemplare auf den Seychellen und sandte sie an den Ichthyologen und Erstbeschreiber der Art, Albert Günther. Der in Deutschland erstmals 1924 eingeführte Tüpfelhechtling wird als Aquarienfisch gehalten, wobei er als relativ einfach zu pflegen und leicht vermehrbar gilt.

## Verbreitung und Lebensraum
Tüpfelhechtlinge bewohnen die freien, oberflächennahen Bereiche von schnell- und langsamfließenden Bächen und Mangrovensümpfen. Die Art lebt also im Süß- wie auch im Brackwasser. Das ursprüngliche Verbreitungsgebiet war auf die Seychellen-Inseln Mahé, Praslin und Silhouette beschränkt. Die heute auf Sansibar existierenden Populationen sind mit großer Wahrscheinlichkeit auf Besatz, möglicherweise durch Playfair selbst, zurückzuführen.

## Erscheinung
Die Körperform des Tüpfelhechtlings ist gattungstypisch. Er erreicht eine Gesamtlänge von maximal zehn Zentimetern, bleibt meist jedoch kleiner. Die größten Exemplare stammen aus Brackwasserpopulationen. Auf einer olivbraunen Grundfärbung zeigen die Männchen grüngelbe bis gelblichbraune Flanken, die bei Lichteinfall grün schillern. Die Seiten tragen mehrere unregelmäßige Reihen von runden roten Tupfen, von denen sich der Trivialname ableitet. Die unpaaren Flossen sind gelb bis gelbgrün und mit dünnen roten und schwarzen Linien gesäumt. Zwei Reihen roter Tupfen finden sich parallel zur Bauchlinie an der Basis der Afterflosse. Junge Exemplare tragen an der Basis der Rückenflosse einen schwarzen Fleck, der sich bei den männlichen Tieren im Alter verliert. Weibliche Tüpfelhechtlinge sind ähnlich aber deutlich weniger intensiv gefärbt als ihre männlichen Artgenossen. Bis auf den Fleck an der Rückenflosse sind ihre Flossen farblos bis leicht gelblich getönt. Bei adulten Männchen sind die Rückenschuppen auffallend gesträubt, was bei Beobachtungen fälschlicherweise leicht auf eine Erkrankung schließen lässt, hier jedoch arttypisch ist.
Flossenformel:
- Dorsale 12–14
- Anale 17–19

## Lebensweise
Der Tüpfelhechtling ernährt sich von Insekten, kleinen Krebstieren und anderen Wirbellosen sowie von kleineren Fischen. Er laicht bevorzugt über feinfiedrigen Pflanzen ab. Während der etwa einwöchigen Laichperiode produziert ein Weibchen ungefähr 50 bis 200 klebrige Eier. Bei 24 Grad Celsius schlüpfen die Larven nach etwa zwölf bis vierzehn Tagen. Tüpfelhechtlinge sind Laichräuber, die auch die eigene Brut fressen.